# Yuneec International
Yuneec International — китайський виробник літаків, що базується в Цзіньсі, Куньшань, місті Цзянсу, що належить офшорній холдинговій компанії Кайманових островів Yuneec Holding Limited. Yuneec спочатку був виробником радіокерованих моделей літаків і продавав свої пасажирські літаки в Сполучених Штатах через GreenWing International. Компанія Yuneec випустила Yuneec International E430, перший електричний літак, призначений для комерційного виробництва, однак були створені лише прототипи. З кінця 2010-х років компанія спеціалізується на розробці та виробництві безпілотних літальних апаратів (БПЛА) для аерофотозйомки.

## Історія
Yuneec спочатку був виробником радіокерованих моделей літаків, які продавалися під іншими брендами, переважно Horizon Hobby.

### Розробка електричних літаків
Компанія побудувала EPac — перший успішний електричний параплан, який виготовлявся серійно, Тоді колишній власник компанії Тянь Юй звернув увагу на електричний надлегкий трайк Yuneec International ETrike. Затим він розробив серію електродвигунів, серію Yuneec Power Drive, повністю композитний E430 і мотоплан EViva. Співпраця з американською компанією Flightstar Sportplanes привела до завершення розробки Yuneec International e-Spyder із використанням існуючого планера з новими електричними компонентами.
У липні 2010 року електричний літак Yuneec E430 отримав премію Lindbergh Electric Airplane Prize на Всесвітньому симпозіумі з електролітаків. e-Spyder від Yuneec був першим у світі сертифікованим електричним літаком, отримавши сертифікат типу DULV у лютому 2013 року.

### Перехід до споживчих дронів
У 2014 році компанія стала членом-засновником Dronecode, некомерційної організації під орудою Linux Foundation з метою надання для виробників дронів безплатного програмного забезпечення на основі ядра Linux.
У серпні 2015 року корпорація Intel інвестувала 60 мільйонів доларів у Yuneec за 15 % акцій. Intel і Yuneec домовилися співпрацювати над розробкою майбутніх проєктів. Того ж місяця Yuneec випустила безпілотник Breeze, здатний знімати фотографії та відео в роздільній здатності UltraHD 4K. Yuneec оголосила про роздрібне партнерство з Best Buy, яке охоплює серію дронів Typhoon і контролер Typhoon Wizard.
Typhoon G із 3-осьовим підвісом GB203, призначеним для використання з камерою GoPro, був випущений у вересні 2015 року для згладжування та стабілізації аерофотознімання. У жовтні 2015 року Yuneec випустила Typhoon Wizard, надлегкий пульт дистанційного керування, сумісний із дронами серії Typhoon, призначений для використання однією рукою. У 2015 році компанія Yuneec співпрацювала з Ocean Alliance, організацією зі збереження китів, щоб створити безпечніший спосіб збору даних про здоров'я китів. Замість використання дротиків для біопсії Ocean Alliance почав використовувати для отримання зразків дрони Yuneec, обладнані чашками Петрі.
Один із безпілотників Yuneec, Typhoon Q500+, був конфіскований поліцією в червні 2016 року, коли його оператор керував ним біля Білого дому. У жовтні 2015 року оператор розбив дрон на The Ellipse біля Білого дому.
Yuneec випустила Typhoon H у липні 2016 року. Дрон використовував технологію глибинної камери Intel RealSense 3D, яка відстежує глибину та рух людини. Гарнітура SkyView FPV була випущена в серпні 2016 року. Гарнітура підключається до бортової камери дрона, що дозволяє користувачеві керувати дроном з видом від першої особи.
Наприкінці 2016 року компанія створила новий науково-дослідний центр Yuneec Advanced Technology Labs AG поблизу Цюриха, Швейцарія, для роботи над комп'ютерним зором, уникненням перешкод і розробкою програмного забезпечення для керування польотом.
На початку 2017 року компанія представила Yuneec H520, модульний дрон гексакоптер, призначений для комерційного ринку, включаючи пожежну службу, поліцію, будівництво, геодезичну службу, інспекцію та картографію. H520 може нести різні камери як корисне навантаження та може працювати в зашифрованому режимі. Версія, Yuneec 3DR H520-G, була розроблена спільно з компанією з розробки програмного забезпечення для дронів 3D Robotics і призначена для американського уряду та військового ринку.
У травні 2017 року постачальники повідомили, що компанія має заборгованість, але компанія заявила, що це головним чином через те, що обидві сторони мали різні думки щодо якості доставлення продукції та деталей.платежу З іншого боку, майже половина постачальників Yuneec не отримувала зарплату понад рік. Yuneec не здійснював своєчасні платежі постачальникам з другого кварталу 2017 року.
У вересні 2019 року компанія Yuneec анонсувала Mantis G, складаний дрон зі стабілізованою камерою на шарнірі. Того ж місяця компанія та Leica Camera AG оголосили про стратегічне партнерство та представили дрон Typhoon H3, який містить програмне та апаратне забезпечення камери, розроблене спільно з Leica.

## Літаки
| Назва моделі                        | Перший політ | Число збудованих | Тип                          |
| ----------------------------------- | ------------ | ---------------- | ---------------------------- |
| Yuneec International EPac           |              |                  | Параплан з електроприводом   |
| Yuneec International E430           | 2009         |                  | Електричний літак            |
| Yuneec International e-Spyder       |              |                  | Електричний літак            |
| Yuneec International ETrike         |              |                  | Електричний літак            |
| Yuneec International EViva          | 2012         | один             | Електричний літак            |
| Yuneec International Q500 Typhoon   | 2015         |                  | Електричний квадротор БПЛА   |
| Yuneec International H920 Tornado   | 2015         |                  | Електричний гексакоптер БПЛА |
| Yuneec International Breeze         | 2016         |                  | Електричний квадротор БПЛА   |
| Yuneec International Typhoon H      | 2016         |                  | Електричний гексакоптер БПЛА |
| Yuneec International H520           | 2017         |                  | Електричний гексакоптер БПЛА |
| Yuneec International Typhoon H Plus | 2018 рік     |                  | Електричний гексакоптер БПЛА |
| Yuneec International Mantis Q       | 2018 рік     |                  | Електричний квадротор БПЛА   |

## Продажі в Україні
Дистриб'юторський контракт на постачання дронів Yuneec International в Україні має компанія ERC.